# ウーゴ・アルフォンス・カザール
ウーゴ・アルフォンス・カザール（Ugo Alfons Casal、1888年8月15日 - 1964年7月9日）は、イタリア・フィレンツェ出身でスイス国籍の実業家である。

## 生涯・人物
カザールは、スイスの古い家系に繋がるアンドレア・カザールの長男としてイタリアのフィレンツェで1888年8月15日に生まれた。
ローマのドイツ学校を経て、1905年スイス、ヌーシャテルの商業高校（Ecolede Commerce）を卒業。1906年から1909年までドイツのアンハルト州バンベルクでソルベイ社に勤務した後、
1909年にスイスのチューリッヒ近郊ウィンタートゥールにあるフォルカート・ブラザーズ社に移り、そこからインドのボンベイに派遣された。そして1912年１月、同社の大阪支社に赴任した。
1916年には同社から転任離日を告げられ退社、1916年から1918年までの間横浜のナボーツ社、1918年から1920年までの間ジョージ H. マックファデン＆ブラザーズ社大阪支社に勤務。1920年から1938年まで神戸のF. S. Morse商会に勤務した。来日後は主に綿の貿易に関わっていた。
横浜での数年間をのぞくと、1964年7月9日に永眠するまで大半を神戸ですごした。

## 美術品の収集
1912年の来日以来、カザールは日本に滞在し日本美術の蒐集を続けた。しかし1930年代後半に入り日米関係が悪化するなか、家族とともに収蔵品をアメリカに移そうと考えた。
1941年の冬、須磨区毘沙門山にあった自宅を処分し、コレクションは梱包され神戸港の倉庫に運ばれアメリカ合衆国にむかう船への積み込みを待つばかりであった。
ところが出航予定日が1941年12月8日の日米開戦より僅かに遅かったため、アメリカ行きはかなわずコレクションは木製コンテナに収納されたまま、神戸港の倉庫から親交のあった大阪市立美術館へ移動された。
カザールと家族は再び神戸に戻り、旧居のあった須磨区毘沙門山から少し西にあたる現在の垂水区塩屋のジェームス山にある外国人住宅へ移転した。
中立国スイスの国籍であったため太平洋戦争中も日本にとどまることができた。ジェームス山の外国人住宅もそこそこの広さではあったが、
展示棟をそなえた毘沙門山の家とは異なり作品を置くスペースはなかった。そのため一部の小品をのぞいて大半の作品は木製のコンテナに収納されたま大阪市立美術館の三階倉庫におかれたまま戦中戦後を過ごした。
カザールの没後、コレクションは大阪市立美術館に譲渡されることになる。

## カザール・コレクション
大阪市立美術館はカザールが蒐集した漆工を中心としたコレクションを収蔵している。印籠・根付・煙草入・煙管筒・櫛・笄・簪などの装身具、硯箱・料紙箱・文台・文箱などの文房具、香合・伽羅箱などの香道具、提重・杯・菓子器などの飲食器、大名家の息女の婚礼に際して揃えられた蒔絵調度類などからなり、その総数は3409件、4333点に及ぶ。象牙彫・木彫の根付、中国製の犀角の杯・彫漆・螺鈿などの器物も含まれるが、大半は近世から近代にかけて日本で作られた漆器、主として蒔絵である。
コレクションには、多彩な図様を精緻な蒔絵技法で表わした江戸後期から明治期にかけて印籠、根付などの装身具をはじめ、香合や杯などの小品が多い。
19世紀の後半、空前の日本美術ブームが欧米で起こり、江戸後期の漆器の多くは海外に流失した。そのためカザールコレクションは国内に残る貴重な蒐集となっている。

## 著書
- 『Japanese Art lacquer』上智大学出版局、1961年、OCLC 4243794、国立国会図書館書誌ID:000006151084。